# Only Girl (In the World)
Only Girl (In the World) је песма барбадошке певачице Ријане са њеног петог албума, Loud (2010). Песма је објављена 10. септембра 2010. године као водећи сингл албума. Кристал Џонсон је написао текст песме у сарадњи са продукцијским тимом Stargate и Санди Вијем. Ријана је контактирала Stargate пре Loud's продукције и затражила од њих да направе жив темпо. "Only Girl (In the World)" је била прва песма снимљена за албум, а певачица је одлучила да је укључи на листу песама пре него што је снимила свој вокал. Подржана јаким басом и синтисајзером, ова електропоп песма садржи елементе hi-NRG, rave и R&B у својој композицији. У тексту песме, Ријана захтева физичку примећеност од свог љубавника.
Критични одговори за "Only Girl (In the World)" су углавном били позитивни; велики број критичара похвалио је њен састав и одлуку Ријане да се одмакне од мрачних тема свог претходног албума, Rated R (2009). Песма је достигла на прво место на америчком Билборд хот 100 две недеље накод објављивања другог албумовог сингла, "What's My Name?", који је такође освојио прво место. Први пут у историји графикона се десило да је водећи сингл албума постигао број један након свог другог сингла. У Уједињеном Краљевству песма је провела две недеље на првом месту и била је деветнаести најпопуларнији сингл свих времена од стране женског уметника, са преко милион примерака продатих. Песма је освојила прво место и у Аустралији, Ирској, Канади и на Новом Зеланду, и достигла на првих пет места у Француској, Немачкој и Швајцарској.
Ријана је наступала са песмом "Only Girl (In the World)" на америчком Уживо суботом увече, The X Factor у Уједињеном краљевству и на скраћеној верзији 31st Brit Awards. Ентони Мандлен, директор музичког видеа песме, сместио је Ријану у пејзаж у природи. Видео сугерише да је она једина женска особа на свету, а критичари су критиковали њену живописну тему. "Only Girl (In the World)" је победила на Grammy Award for Best Dance Recording на 53rd Grammy Awards током 2011. године.